# Neumarkt (Worms)
Der Neumarkt war eine Straße und ist heute ein Platz im Zentrum von Worms.

## Geografische Lage
Der Neumarkt erstreckt sich zwischen Marktplatz und Hagenstraße im Norden und einer Kreuzung im Süden, wo er mit der Andreasstraße, der Wollstraße und der Valckenbergstraße zusammentrifft. Im Mittelalter und in der frühen Neuzeit war er Bestandteil der Fernstraße, die durch Worms verlief, von Speyer kam und sich nördlich des Marktes mit der Kämmererstraße Richtung Mainz fortsetzte.

## Geschichte
Der Marktplatz von Worms an seiner heutigen Stelle ist seit 1221 belegt. Der Neumarkt entstand als Straßenmarkt im Bereich südlich des Hauptmarktes.
Der Bereich war von Luftangriffen im Zweiten Weltkrieg schwer geschädigt. Im nordöstlichen Bereich des Neumarkts wurde auf eine Wiederbebauung verzichtet und auf den Trümmergrundstücken ein Platz geschaffen, der heute überwiegend als Parkplatz genutzt wird.

## Bauten und Einrichtungen
- Am südlichen Ende des Neumarkts liegt die Adlerapotheke, einem Kulturdenkmal aufgrund des Denkmalschutzgesetzes des Landes Rheinland-Pfalz.[4]
- Am nordöstlichen Platzrand befindet sich die Tourist Information Worms.[5]